# Glasgow, Montana
Glasgow är administrativ huvudort i Valley County i Montana. Orten har fått sitt namn efter Glasgow i Skottland.

## Kända personer från Glasgow
- Michael McFaul, diplomat
- Steve Reeves, kroppsbyggare och skådespelare
- Anthony Washington, friidrottare